# Armenische Staatsangehörigkeit

Jeder armenische Bürger ist verpflichtet einen Pass zu besitzen

Die armenische Staatsbürgerschaft (քաղաքացիություն) wird in den meisten Fällen dadurch erworben, dass der Betroffene mindestens einen armenischen Elternteil hat (Abstammungsprinzip).

## Historisches
Im osmanischen Reich, zu dem das moderne armenische Staatsgebiet bis 1919/23 gehörte, war die Staatsangehörigkeit (tâbiiyet) an den Islam gebunden. Wer kein Moslem war, konnte vor 1858 kein Staatsangehöriger sein. Für den Zivilstand im Inland war die Zugehörigkeit des Einzelnen zu einer, normalerweise ethnisch und/oder religiös definierten Gemeinschaft wichtig. Für Christen gab es Sondergesetze, die Kapitulationen brachte viele als „Schutzbefohlene“ (beratlılar) mit verschiedenen Mächten in Verbindung. Seit 1869 galt das osmanische Staatsangehörigkeitsgesetz.
Der russische Drang nach Süden führte im langen Kaukasuskriegs, Anfang der 1860er in armenisches Siedlungsgebiet. Eine der Folgen des Russisch-osmanischen Kriegs 1877/78 war die Abtretung der Region Kars.
Ab 1915 kam es in Ostanatolien zum Völkermord an den Armeniern. Nach Ende des Weltkriegs entstanden am Kaukasus einige kurzlebige Republiken, die bis 1921/2 Teil der Sowjetunion wurden. Die Armenische Sozialistische Sowjetrepublik gab es seit November 1920. Rund 300.000 Armenischstämmige siedelten in den frühen 1920ern aus der Türkei um. Für die Bewohner galten die Bestimmungen über die sowjetische Staatsbürgerschaft. Die Grenzen zwischen der Armenischen SSR und der Aserbaidschanischen SSR wurden mehrmals geändert. Dies betraf die Gebiete Nachitschewan, Sangesur und Bergkarabach. Man definierte „Nationalität“ (natsional’nost’) eingetragen im Inlandspass. Auch Armenier, die nach dem Zweiten Weltkrieg in die Sowjetrepublik Armenien heimkehrten – gemäß den Regelungen vom 21. Oktober 1945, erhielten mit dem Tage ihrer Ankunft wieder die Sowjetbürgerschaft. Bei der Volkszählung 1979 waren 89,7 % der Bewohner armenischer Nationalität.

## Seit 1990
Der oberste Sowjet der armenischen SSR beschloss am 23. August 1991 eine Unabhängigkeitsresolution. Die Volksabstimmung am 21. Sept. 1991 erhielt 99,3 % Zustimmung. Die Unabhängigkeit wurde zwei Tage später erklärt. Zu dieser Zeit waren 93,3 % der Einwohner ethnische Armenier.
Staatsrechtlich ging man, anders als z. B. im Baltikum, davon aus, dass die Republik ein neues Staatswesen sei, nicht Rechtsnachfolger der Republik 1919/20.
In den ersten Jahren vor Erlass des Staatsangehörigkeitsgesetzes 1995 gab es keine Möglichkeit zur Einbürgerung.

### Staatsangehörigkeitsgesetz 1995
Einen ersten Entwurf für ein Staatsangehörigkeitsgesetz gab es im Frühjahr 1993. Erlassen wurde es dann am 25. Oktober 1995 Dazu stärkt Art. 47 der Verfassung von 2015 den Schutz gegen Ausbürgerung usw.
Ex lege definierte man Bürger als diejenigen „Staatsangehörige[n] der ehemaligen Armenischen SSR, die ihren ständigen Aufenthalt in der Republik Armenien haben und die bei Inkrafttreten der Verfassung nicht Staatsangehörige eines anderen Staates waren und die die Staatsangehörigkeit der Republik Armenien nicht innerhalb eines Jahres nach Inkrafttreten dieses Gesetzes abgelehnt haben“.(§ 10).

Der Präsident hat das Recht gewissen Personengruppen en masse die Staatsangehörigkeit per Dekret zu verleihen.
Staatsangehörigkeitsnachweise können durch Auszüge im Personenstandsregister, Passregister oder Melderegister geführt werden. Der Eintrag im Wählerregister, das online einsehbar ist, gilt als ein Indiz für die armenische Staatsangehörigkeit.
Durch Geburt oder Adoption wird man Armenier, wenn beide Elternteile dies sind oder ein Elternteil staatenlos oder unbekannten Status ist. Bei Paaren unterschiedlicher Nationalität sollen die Eltern eine schriftliche Erklärung abgeben, das Kind behält aber, auch wenn die Eltern gegen die armenische Staatsangehörigkeit optiert haben, das Anrecht später Armenier zu werden.
Verwaltungstechnisch ergeben sich Probleme, da die Eintragung in das Geburtenregister nicht gleichbedeutend mit einer Registrierung als Staatsangehörige ist, aber die bis zur Vollendung des 16. Lebensjahres ausgestellte Geburtsurkunde als ein Ausweispapier zum Beleg der armenischen Staatsangehörigkeit gilt.
Bei Armeniern in Pflege befindliche oder unter deren Vormundschaft stehende Kinder bleiben auch dann Bürger, sofern ihre leiblichen Eltern aus der Staatsangehörigkeit ausscheiden.
Leihmutterschaft ist seit 2002 legal. Das Verfahren ist so gestaltet, dass die Spendereltern auf der Geburtsurkunde eingetragen werden.
Für Einbürgerungen notwendig sind:
- Volljährigkeit
- Grundkenntnisse der armenischen Sprache und Verfassung[10]
- drei Jahre legaler Wohnsitz im Lande
- Ausländischer Reisepass
  - für Staatenlose oder anerkannte Flüchtlinge entsprechende Ausweise internationalen Musters sowie Wohnungsnachweis in Armenien
- Geburts- und Heiratsurkunden des Antragstellers ggf. mit solchen für Ehepartner und minderjährige Kinder
- Gebührenzahlung, gemäß dem Gesetz über Verwaltungsgebühren

Bei Ehepartnern, deren Ehe seit mindestens zwei Jahren bestanden hat genügt ein Jahr Aufenthalt innerhalb der zwei vor Antragstellung. Das gilt analog wenn armenische Kinder aus der Beziehung stammen. Nach drei Jahren Wohnsitz eingebürgert werden kann, wer ein Kind hat, das aus anderen Gründen armenischer Staatsangehöriger ist.
Armenier der Diaspora, die sich einbürgern lassen wollen, können ihre völkische Zugehörigkeit durch Geburtsurkunden, Taufscheine oder andere Personenstanddokumente ihrer Vorfahren nachweisen.
Für sie entfällt die Wartefrist ebenso wie für Personen die nach dem 1. Jan. 1995 ihre armenische Staatsangehörigkeit aufgegeben hatten. Seit 2021 entfiel für sie die und Ehepartner die Sprach- und Verfassungskundeprüfung. Antragsstellung an Auslandsvertretungen ist nun ebenfalls möglich (vorher bedurfte es der Vorsprache im Einwanderungsamt oder einer Polizeistation in Armenien).

Bis Ende 2019 gab es ein vereinfachtes Anerkennungsverfahren für ehemalige Sowjetbürger armenischer Nationalität (gem. Inlandspaß) und Staatenlose. Die entsprechenden Details wurden 1997–2010 sieben Mal geändert.
Seit der Gesetzesänderung 2022 müssen die Verfahren innerhalb 90 Arbeitstagen erledigt werden, davor waren es sechs Monate. Nach Eidesleistung kann ein Pass beantragt werden. Zugleich müssen sich Neubürger bis zum Alter von 58 beim Militär registrieren (Wehrdienst im Alter 18–27). Erst mit der entsprechenden Bescheinigung wird der Pass ausgehändigt.
Kinder bis 14 wechseln automatisch mit ihren Eltern die Staatsbürgerschaft. Bei älteren muss Einigkeit der Eltern bestehen, wenn nur einer die Staatsbürgerschaft wechselt. Das gilt analog auch bei Adoptionen. Seit 2011 können Kinder, die 14–18 Jahre alt sind, den Wechsel selbst verlangen.
Eingebürgerte dürfen fünf Jahre nicht ins Parlament oder zehn Jahre nicht zum Präsidenten gewählt werden.
Die Entlassung aus der Staatsbürgerschaft erfolgt für Volljährige auf Antrag, formell durch Dekret des Präsidenten. Sie kann verweigert werden wenn Pflichten gegenüber dem Staat nicht erfüllt sind (Wehrdienst, Strafverfahren o. ä.). Das Präsidentendekret tritt seit 2021 erst dann in Kraft, wenn der Antragsteller den Erwerb einer anderen Staatsbürgerschaft nachweist.
Aberkennung der Staatsangehörigkeit kann nur erfolgen wenn ein Eingebürgerter beim Antrag Falschangaben gemacht hat oder dauerhaft im Ausland lebt und sich sieben Jahre nicht angemeldet hat.
Die Wiederaufnahme der Staatsangehörigkeit darf verweigert werden, falls es hinreichende Gründe gibt anzunehmen, dass der Antragsteller ein Risiko für die öffentliche Sicherheit, Gesundheit oder Moral darstellt.
Die Einbürgerung für „besondere Verdienste“ durch den Präsidenten war immer schon im Gesetz.
Vorgesehen ist solches z. B. für Sportler wie im Falle von Elina Araratowna Awanessjan, Medizinprofessoren oder Wissenschaftler mit zehn Jahren Erfahrung und Publikationstätigkeit. Seit 2022 können hierunter auch Investitionen in gewissen Sparten (vor allem IT) oder Spenden an Bildungseinrichtungen fallen. Nötig sind US$ 100.000 oder 150.000 gehalten über sieben bis zehn Jahre.

#### Mehrstaatlichkeit
Mehrstaatlichkeit war 1995 zunächst nicht gestattet, lediglich mit Russland schloss man ein entsprechendes Abkommen. 1998 ist eine Maßnahme verworfen worden, die eine doppelte Staatsangehörigkeit erlaubt hätte. Erst nach der Verfassungsänderung 2005 erging 2006 ein Gesetz über die uneingeschränkte doppelte Staatsangehörigkeit, das 2007 in Kraft trat.
Mehrstaatler sind von einigen Staatsämtern ausgeschlossen, sie dürfen aber aktiv an Wahlen teilnehmen.
Sonderpass
Den Sonderpass der Republik Armenien können ausländische Staatsangehörige beantragen, die in der Republik Armenien auf wirtschaftlichem, wissenschaftlichem, kulturellem und humanitärem Gebiet langfristig tätig werden möchten. Der Sonderpass gewährt kein Staatsangehörigkeitsrecht, sondern eine zehnjährige Daueraufenthaltserlaubnis mit dem Recht zu arbeiten sowie landwirtschaftlichen Grundbesitz zu erwerben. Der Sonderpass berechtigt zur visafreien Ein- und Ausreise. Es gab schon vor der Gesetzesänderung für anderswo eingebürgerte Armenier die Möglichkeit einen solchen „speziellen Pass“ zu erhalten. Seit 2007 nutzen diese Dokumente vor allem Diaspora-Armenier, die eine Einbürgerung scheuen.

## Bergkarabach
Seit den 1970er Jahren warfen die Karabach-Armenier der aserbaidschanischen Seite vor, eine diskriminierende Politik zu verfolgen, die die „De-Armenisierung“ der Region zum Ziel habe. Mit Beginn der Perestroika hatten sich die mehrheitlich christlich-orthodoxen Armenier in dem autonomen Oblast Bergkarabach gegen die muslimische Dominanz gewehrt. Zu ersten gewalttätigen Auseinandersetzungen kam es 1988.
Die in den Jahrzehnten darauf folgenden Kampfhandlungen, beginnend 1991–4, führten immer zur Absiedlung des jeweils gegnerischen Bevölkerungsanteils. So flohen in den 1990ern 185.000 aus ganz Armenien nach Aserbaidschan und 299.000 in die die Gegenrichtung. Die Volkszählung 2005 fand sechs Aserbaidschaner in Nagorno-Karabakh wohnen. Vor 1991 waren es rund vierzigtausend gewesen.
In Folge des wieder aufgeflammten armenisch-aserbaidschanischen Grenzkonflikts 2020/1, gefolgt von der Eroberung des Gesamtgebiets im Herbst 2023 wurde die christlich-armenische Bevölkerung ausgemerzt bzw. vertrieben. Nicht alle haben die armenische Staatsangehörigkeit, ihnen wurde, wie schon den Flüchtlingen 2020, zunächst auf Basis des Asylgesetzes vorübergehender Schutz aus humanitären Gründen zugestanden. Sie erhalten jedoch bis zur Klärung armenische Reisepässe mit dem Ausstellungscode 070, so dass hierdurch die nicht festgestellte Staatsbürgerschaft offensichtlich ist. was eine lokal nicht unumstrittene politische Entscheidung war. Für sie entfallen die Einbürgerungsvoraussetzungen Sprach- und Verfassungskenntnis sowie der dreijährige Mindestaufenthalt. Bis Ende 2024 gingen nur 6682 Anträge ein, bis dann positiv beschieden waren 5510. Je ein Fünftel der Flüchtlinge haben Arbeit oder sind Rentner, 30.000 sind Kinder, ein Zehntel ist in Drittländer ausgereist.
Eine abschließende Regelung ist Anfang 2025 nicht erfolgt. Diese dürfte wohl erst nach Abschluss eines Friedensvertrages erfolgen. 

## Sonderfälle
Für gewisse Fälle, in denen ein im Ausland geborenes Kind zwar Armenier ist bzw. sein könnte, seine Eltern es aber nicht sind, hat das Kind Anspruch auf Registrierung als Armenier sobald es im Inland einen Wohnsitz anmeldet. (Wodurch dann wiederum die Eltern einem erleichterten Einbürgerungsverfahren unterliegen.)

### Staatenlose und Flüchtlinge
Armenien hat das Übereinkommen über die Rechtsstellung der Staatenlosen von 1954 und das Übereinkommen zur Verminderung der Staatenlosigkeit von 1961 unterzeichnet.
Ende 2023 gab es 530 Staatenlose in Armenien.

In Armenien geborene Kinder Staatenloser werden Bürger ab Geburt.
Armenien hat 1993 die Flüchtlingskonventionen von 1951 und 1967 gezeichnet und im Asylgesetz 2008 umgesetzt. Ende 2023 waren 635 Asylbewerber in Armenien, fast alle aus Irak, Iran, der Ukraine oder Ägypten. Anerkannten Flüchtlingen steht die normale Einbürgerung offen.

## Diaspora
Die armenische Diaspora, die sich in der Zwischenkriegszeit bildete, ist zu divers, um hier darauf einzugehen. Angehörige dieser „älteren“ armenischen Diaspora, spjurk genannt, sind jene, die sich als Nachkommen von Überlebenden des Genozids definieren oder die während des Ersten Weltkrieges aus dem Osmanischen Reich vertrieben wurden. Zahlenmäßig ist es die größte Gruppe innerhalb der armenischen Diaspora, kulturell assimiliert und in den westlichen Gesellschaften etabliert. Es gibt weltweit geschätzt acht Millionen ethnische Armenier, davon drei Millionen im „Mutterland“. Im Westen leben viele in den USA und Frankreich.
Bis 2010 wanderten 28 % der Armenier aus der jungen Republik aus. Rund eine Million Armenier migrierte in die russische Föderation und andere postsowjetische Länder. Seit 2008 kümmerte sich um sie das Ministerium für Diasporafragen. Diese Dienststelle (ՀՀ ՍՓՅՈՒՌՔԻ ԳՈՐԾԵՐԻ ԳԼԽԱՎՈՐ ՀԱՆՁՆԱԿԱՏԱՐԻ ԳՐԱՍԵՆՅԱԿ) wird seit 2019 von einem „Hohen Kommissar“ geleitet.
Ethnische Armenier, die im Nahen Osten wohnen, etwa als Angehörige der christlichen Minderheiten in den Nachfolgestaaten des osmanischen Reichs: Syrien, im Libanon oder im Irak, und die nie in Armenien gelebt oder die armenische Staatsbürgerschaft besessen haben, haben zumindest für die ersten beiden Generationen die Möglichkeit, sofern entsprechende Dokumente der Vorfahren vorhanden sind, sich einbürgern zu lassen. Seit 2014 sind ungefähr zwanzigtausend ethnische Armenier aus Syrien in Armenien aufgenommen worden. Auf Dauer blieben 15–17.000.
Im Nachbarland Georgien stellen Armenier die Hälfte der Einwohner der grenznahen Region Samzche-Dschawachetien (= Samtskhe-Javakheti). Für sie besteht hoher Assimilationsdruck. In den abchasischen Gebieten Gagra, Suchumi und Gulripschi stellen sie ein Fünftel der Einwohnerschaft.
In Griechenland
In Griechenland nach dem Ersten Weltkrieg wohnende Abstammungsarmenier, denen die neue türkische Staatsangehörigkeit verweigert wurde, bürgerte man dort 1926/7 durch Sondergesetz ein.
In der Sowjetunion
Allgemein galt, dass ehemals zaristische Untertanen als Optanten 1920–4 sich in ihr gewähltes Land zu begeben hatten. Das galt auch für die im Vertrag mit dem osmanischen Reich für die Regionen Kars und Batumi geschlossenen Verträge. Die Sicherheitsorgane hatten ein Prüfungs- und Ablehnungsrecht, bevor sie die Entlassung aus der Staatsbürgerschaft befürworteten; Ablehnungen z. B. bei Soldaten waren üblich.
Armenier, die gemäß den Regelungen vom 21. Oktober 1945 in die Sowjetrepublik Armenien heimkehrten, erhielten mit dem Tage ihrer Ankunft wieder die Sowjetbürgerschaft. Es soll knapp einhunderttausend Rückkehrer gegeben haben. Viele hatten prekär mit Nansen-Pässen vor allem in den Nachfolgestaaten des osmanischen Reichs gelebt. Etwa vierzigtausend kamen aus dem Iran (1941 bis Ende 1946 war dessen Norden sowjetisch besetzt). Oft konnten sie kein Ostarmenisch oder Russisch, was ihre Integration erschwerte. Es remigrierten aus der Sowjetunion 1956–1975 28.000 nach Frankreich und 1972–1976 6000 in die USA (letztere oft über den Nahen Osten).
In der Türkei

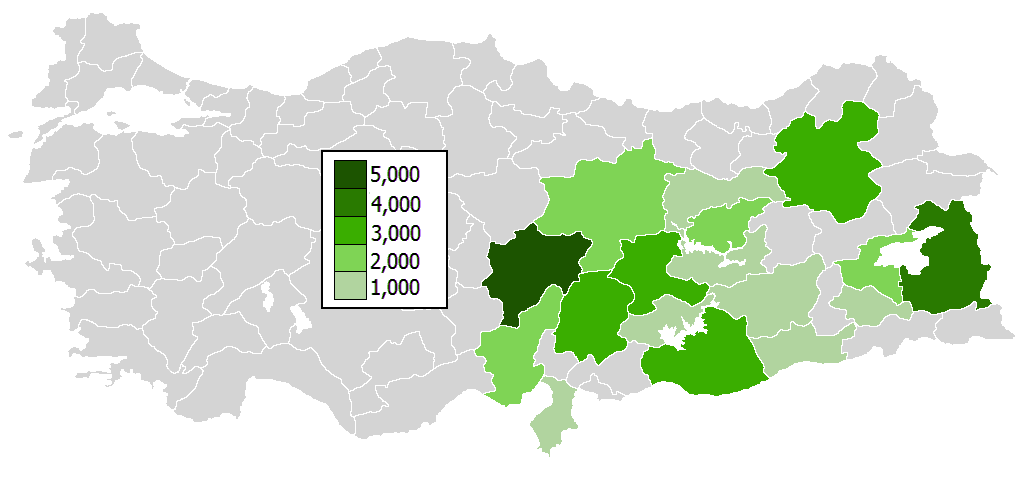
Armenier in türkischen Provinzen, 2007

Das türkische Gesetz 1024 vom 23. Mai 1927 gab dem Ministerrat das Recht all diejenigen „Türken“ auszubürgern, die nicht am Atatürk’schen Freiheitskampf teilgenommen hatten, sofern sie im Ausland lebten und nicht bis zum 24. Juli 1923 heimgekehrt waren. Betroffen waren hiervon die dem Völkermord ins Ausland entkommenen Armenier, die dadurch staatenlos wurden.
Die meisten Nachfahren der überlebenden Armenier in der Türkei wurden assimiliert und islamisiert.
Im Iran
Über zwei Drittel der Armenier in Iran wanderten 1979–2015 aus.